# Legendre (cratère)
Pour les articles homonymes, voir Legendre.

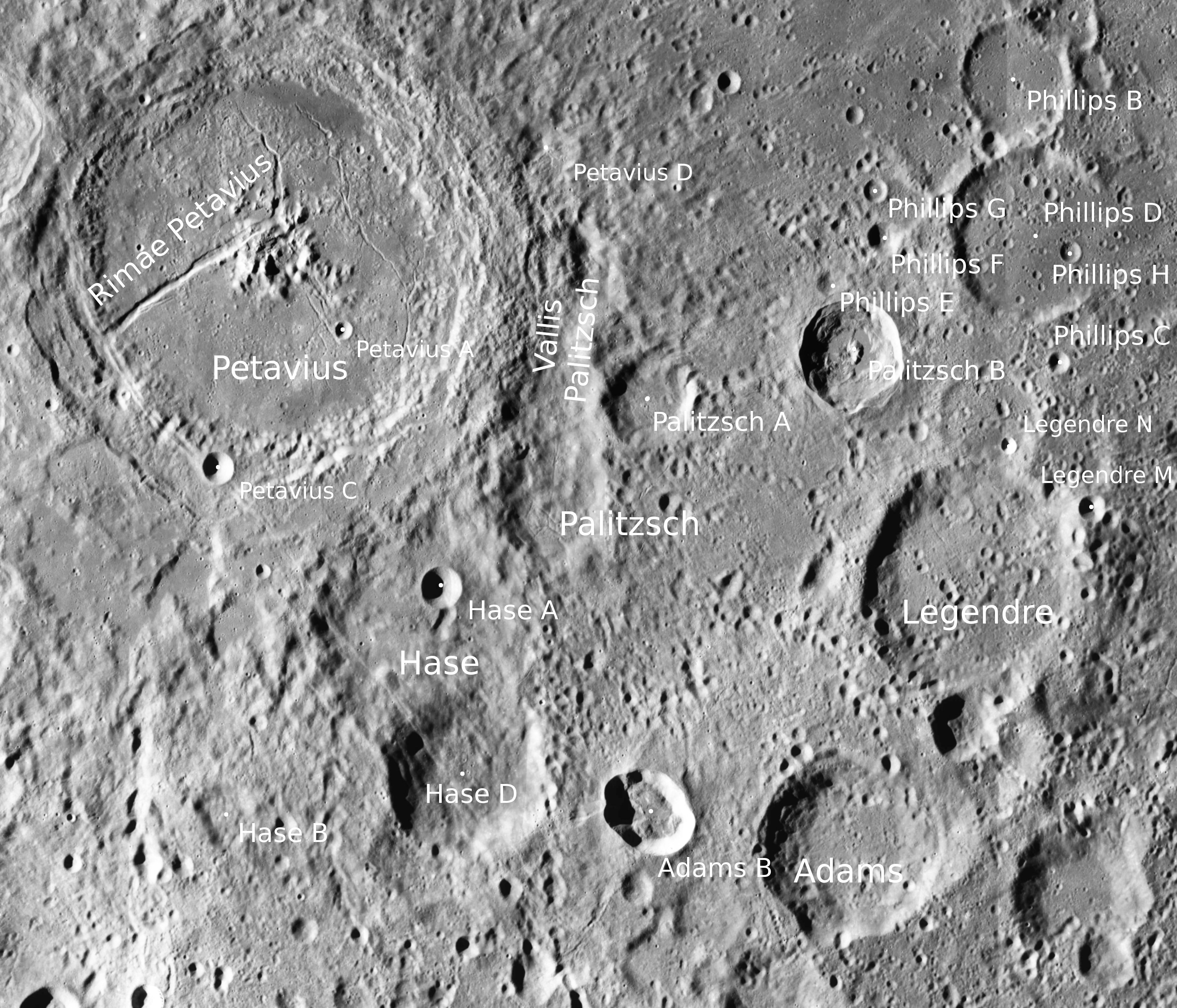
Le cratère Legendre entre les cratères Adams et Petavius

Legendre est un cratère lunaire situé sur la face visible de la Lune. Il se trouve entre les cratères Adams au Sud et Petavius au Nord-Ouest. Le contour est usé et érodé avec de nombreux craterlets le long du rebord. L'intérieur du cratère Cyrillus est relativement plat avec de nombreux craterlets.
En 1935, l'Union astronomique internationale a donné, à ce cratère lunaire, le nom du mathématicien français Adrien-Marie Legendre.
Par convention, les cratères satellites sont identifiés sur les cartes lunaires en plaçant la lettre sur le côté du point central du cratère qui est le plus proche de Legendre.
| Legendre | Coordonnées   | Diamètre, km |
| -------- | ------------- | ------------ |
| D        | −31,6, 75,15  | 58           |
| E        | −33,86, 78,57 | 26           |
| F        | −33,66, 76,12 | 40           |
| G        | −32,23, 73,92 | 17           |
| H        | −32,44, 78,17 | 8            |
| J        | −30,63, 74,1  | 12           |
| K        | −29,79, 72,21 | 92           |
| L        | −28,12, 73,5  | 31           |
| M        | −28,17, 71,61 | 10           |
| N        | −27,47, 70,5  | 6            |
| P        | −27,31, 69,28 | 7            |